# Notohippidae
I notoippidi (Notohippidae) sono una famiglia di mammiferi erbivori estinti, appartenenti ai notoungulati. Vissero tra l'Eocene inferiore e il Miocene inferiore (circa 50 - 18 milioni di anni fa) e i loro resti fossili sono stati ritrovati in Sudamerica.

## Descrizione
Benché il nome notoippidi significhi "cavalli meridionali", questi animali non avevano l'aspetto di un cavallo. Il nome si riferisce alla dentatura molto simile a quella dei cavalli, con incisivi taglienti e molari a corona alta adatti per triturare l'erba. La forma del cranio e in particolare la dentatura è frutto di un'evoluzione convergente con gli equidi, mammiferi perissodattili che si svilupparono nei continenti settentrionali. Il corpo dei notoippidi era piuttosto tozzo, sorretto da zampe relativamente allungate e dotate di artigli (e non di zoccoli). Le prime forme di notoippidi possedevano molari a corona bassa, ma nel corso dell'evoluzione i denti divennero gradualmente più prismatici, e ricoperti da uno spesso strato di cemento; anche il cranio divenne più lungo, e come risultato dell'allungamento si formarono spazi tra incisivi, canini e molari.

## Classificazione

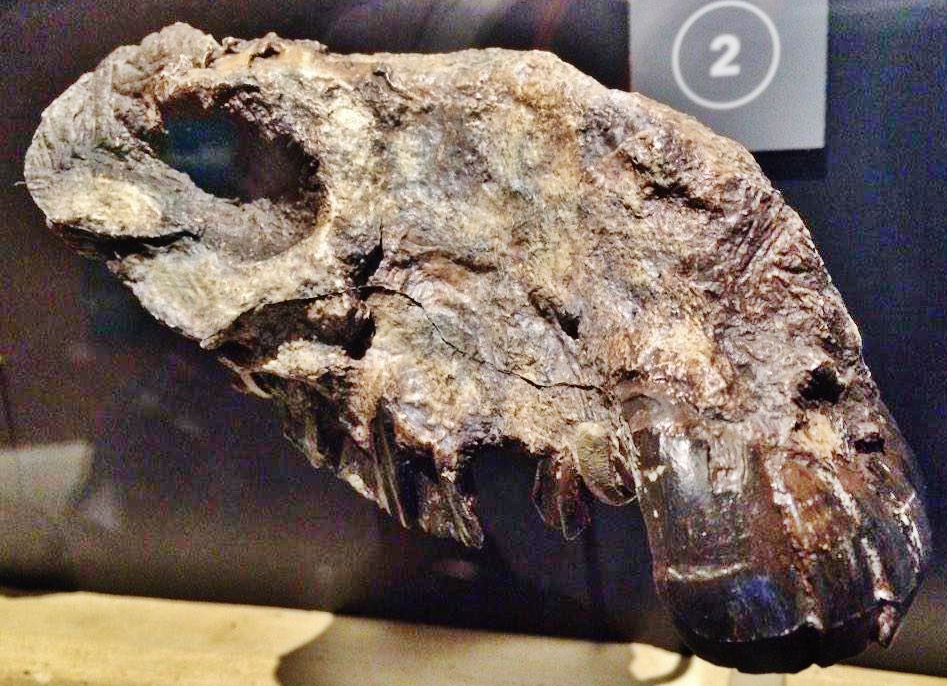
Cranio di Eomorphippus bondi

La famiglia dei notoippidi venne descritta per la prima volta da Florentino Ameghino nel 1894. I primi notoippidi si svilupparono nel corso dell'Eocene inferiore (Pampahippus) da antenati che sono probabilmente da ricercare nell'arcaica famiglia degli isotemnidi o degli oldfieldtomasiidi. Successivamente, nel corso dell'Oligocene, si originarono forme via via più specializzate, tra cui Notohippus, Rhynchippus, Eurygenium, Eomorphippus, Morphippus, Mendozahippus, Pascualihippus, Argyrohippus. Una delle ultime forme attribuite a questa famiglia, il grande Colpodon del Miocene inferiore, è in realtà un probabile rappresentante aberrante della famiglia dei leontiniidi. 
I notoippidi fanno parte dei notoungulati, un grande gruppo di mammiferi sudamericani che sviluppò, nel corso del Cenozoico, una quantità di forme di vario aspetto e dimensioni. I notoippidi, in particolare, fanno parte del gruppo dei toxodonti, di cui sono considerati tra i membri più basali. Studi recenti indicano comunque che la famiglia dei notoippidi non sia un gruppo monofiletico, bensì parafiletico e quindi non valido in senso cladistico, poiché costituito da forme via via più evolute, sempre più vicine all'origine di altri gruppi di notoungulati (Cerdeno e Vera, 2010).